# Chirpy Chirpy Cheep Cheep
Chirpy Chirpy, Cheep Cheep ist ein Lied, das 1970 von Giuseppe Cassia getextet und Harold „Lally“ Stott komponiert wurde.

## Inhalt
Trotz seiner Popularität und des beliebten Refrains geht es in dem Lied Chirpy Chirpy Cheep Cheep um die Vernachlässigung von Kindern.

## Versionen
In der von Stott aufgenommenen Version erreichte das Lied die US-amerikanischen Charts. Eine weitere Version wurde 1971 von Mac and Katie Kissoon aufgenommen und erreichte Chartplatzierungen in den Vereinigten Staaten und dem Vereinigten Königreich.
Chirpy Chirpy Cheep Cheep wurde in der 1970 aufgenommenen Version der Gruppe Middle of the Road zum internationalen Nummer-eins-Hit und verkaufte sich über zehn Millionen Mal.
Deutschsprachige Versionen gab es unter anderem von Hajo (1971) und Mickie Krause (Reiss die Hütte ab!, 2003).

## Rezeption

### Rezensionen
Im Jahr 2006 führte Chirpy Chirpy Cheep Cheep in The Observer die Liste Die 10 (ungewollt) grusligsten Lieder an.

### Charts und Chartplatzierungen

#### Lally Stott (1970)
| ChartsChartplatzierungen       | Höchstplatzierung | Wochen |
| ------------------------------ | ----------------- | ------ |
| Vereinigte Staaten (Billboard) | 92 (2 Wo.)        | 2      |

#### Middle of the Road (1971)
| ChartsChartplatzierungen     | Höchstplatzierung | Wochen/ Monate |
| ---------------------------- | ----------------- | -------------- |
| Deutschland (GfK)            | 2 (29 Wo.)        | 29 Wo.         |
| Österreich (Ö3)              | 2 (1 Mt.)         | 1 Mt.          |
| Schweiz (IFPI)               | 1 (20 Wo.)        | 20 Wo.         |
| Vereinigtes Königreich (OCC) | 1 (34 Wo.)        | 34 Wo.         |

| ChartsJahrescharts (1971) | Platzierung |
| ------------------------- | ----------- |
| Deutschland (GfK)         | 2           |
| Schweiz (IFPI)            | 1           |

#### Mac and Katie Kissoon (1971)
| ChartsChartplatzierungen       | Höchstplatzierung | Wochen |
| ------------------------------ | ----------------- | ------ |
| Vereinigtes Königreich (OCC)   | 41 (1 Wo.)        | 1      |
| Vereinigte Staaten (Billboard) | 20 (15 Wo.)       | 15     |

#### Mickie Krause:Reiss die Hütte ab!(2003)
| ChartsChartplatzierungen | Höchstplatzierung | Wochen |
| ------------------------ | ----------------- | ------ |
| Deutschland (GfK)        | 72 (1 Wo.)        | 1      |